# Contea di McPherson (Kansas)
La contea di McPherson (in inglese McPherson County) è una contea dello Stato del Kansas, negli Stati Uniti. La popolazione al censimento del 2000 era di 29 554 abitanti. Il capoluogo di contea è McPherson.